# Theatro Circo
O Theatro Circo é um teatro que se localiza na Avenida da Liberdade n.º 697, na freguesia de Braga (São José de São Lázaro e São João do Souto), cidade e município de Braga, do distrito homónimo, em Portugal.
Encontra-se classificado como Monumento de Interesse Municipal.

## História

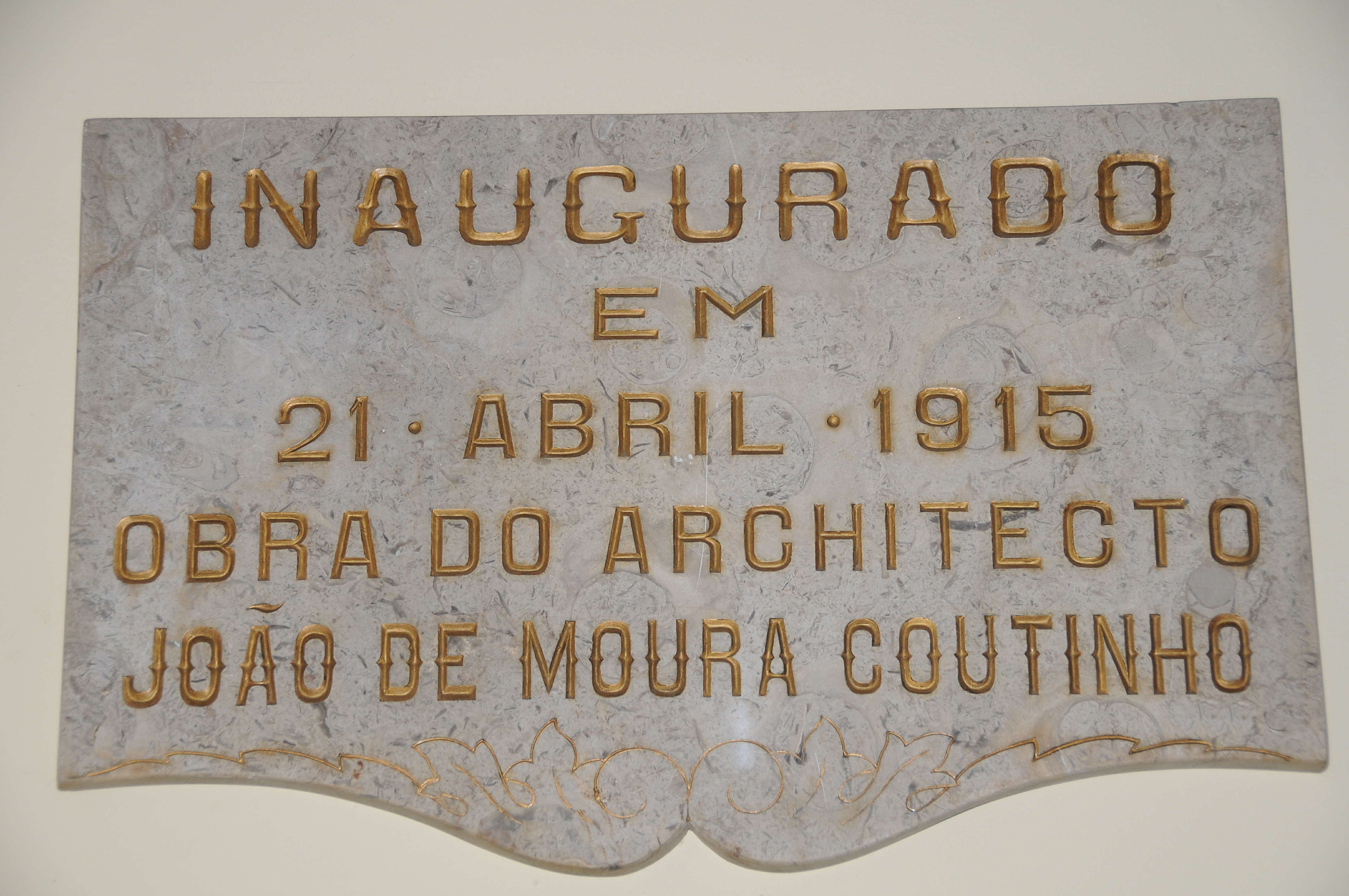
Theatro Circo: placa alusiva à inauguração.

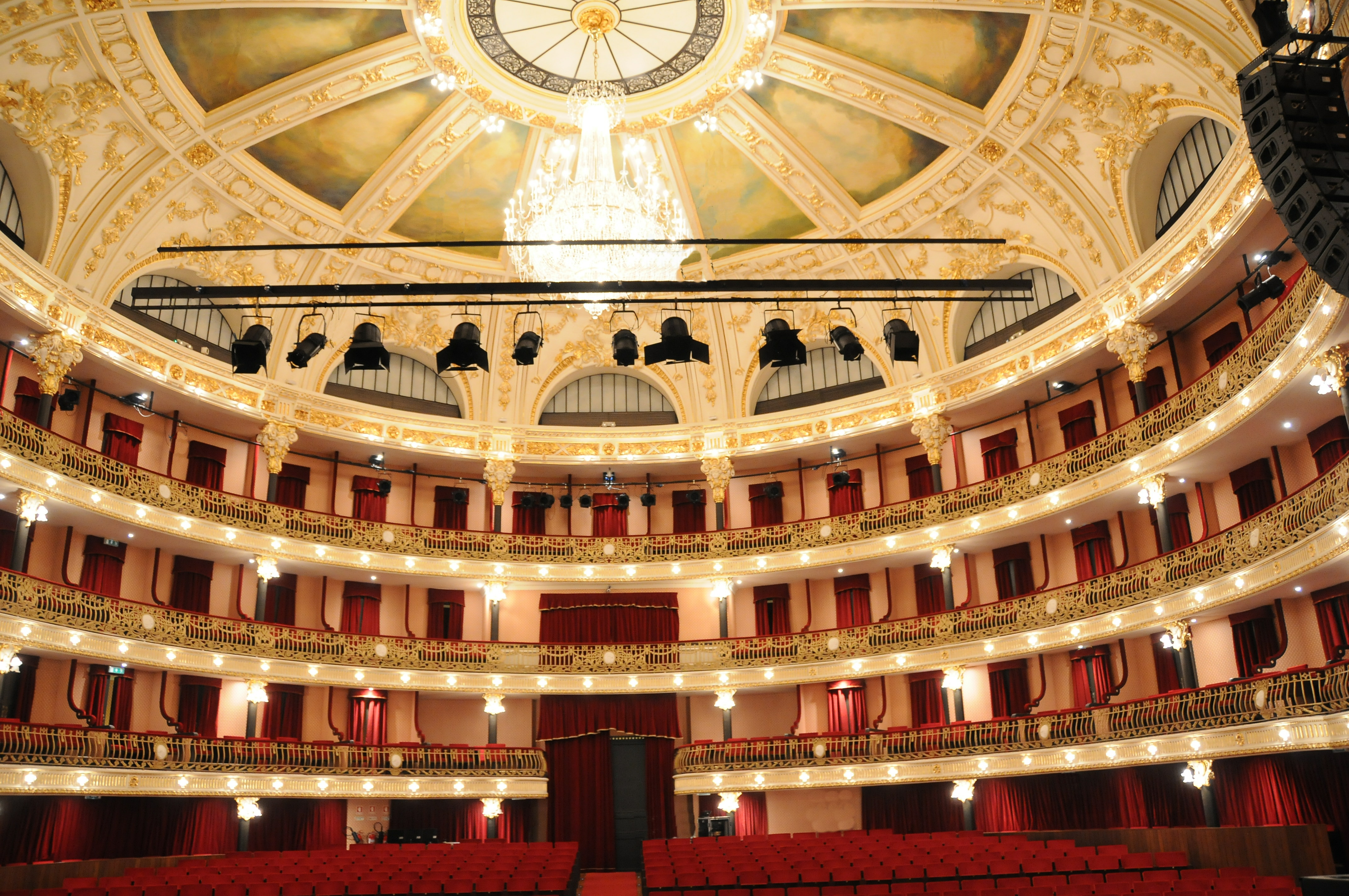
Theatro Circo: sala vista da Boca de Cena.

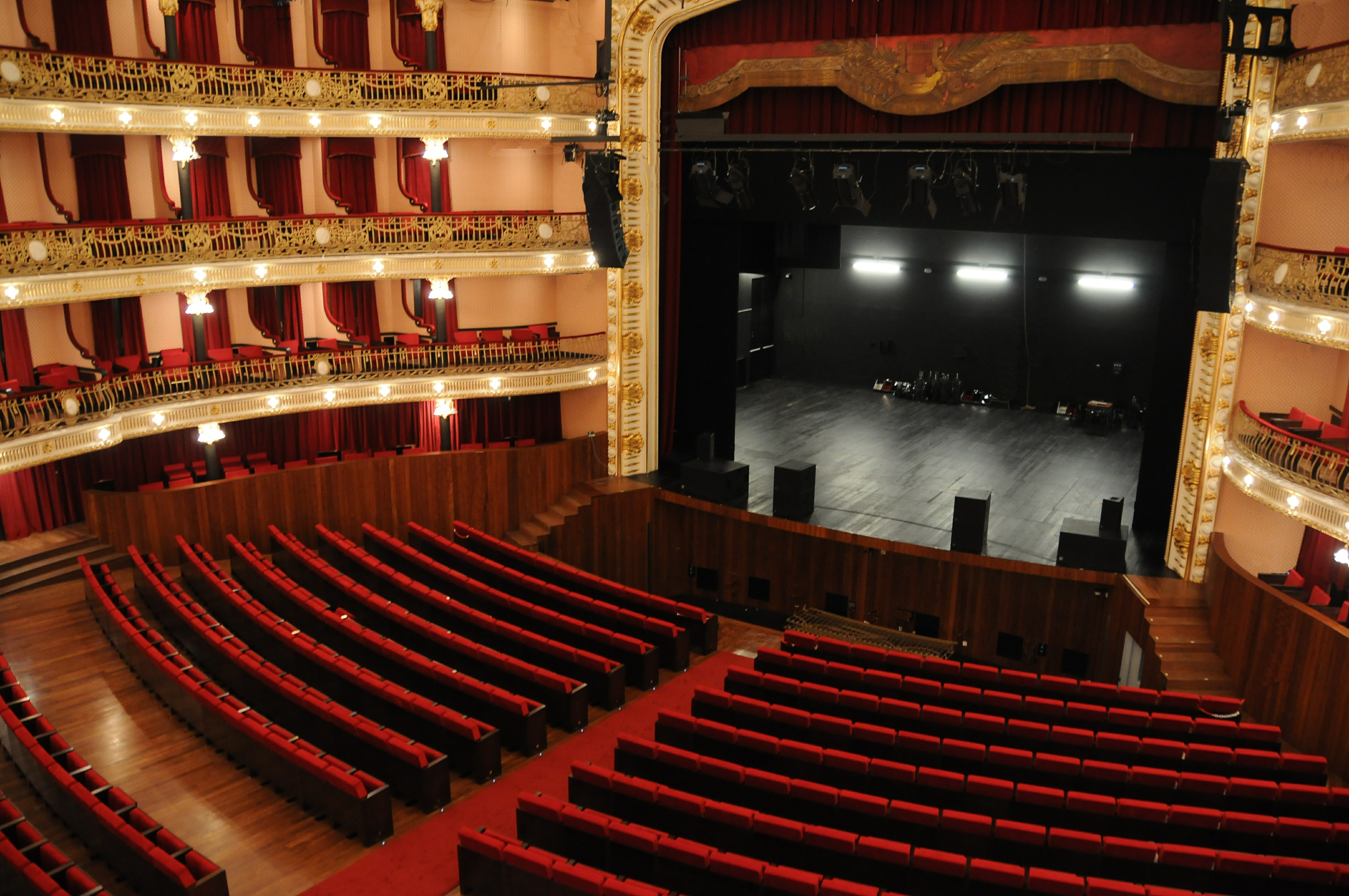
Theatro Circo: vista do segundo balcão.

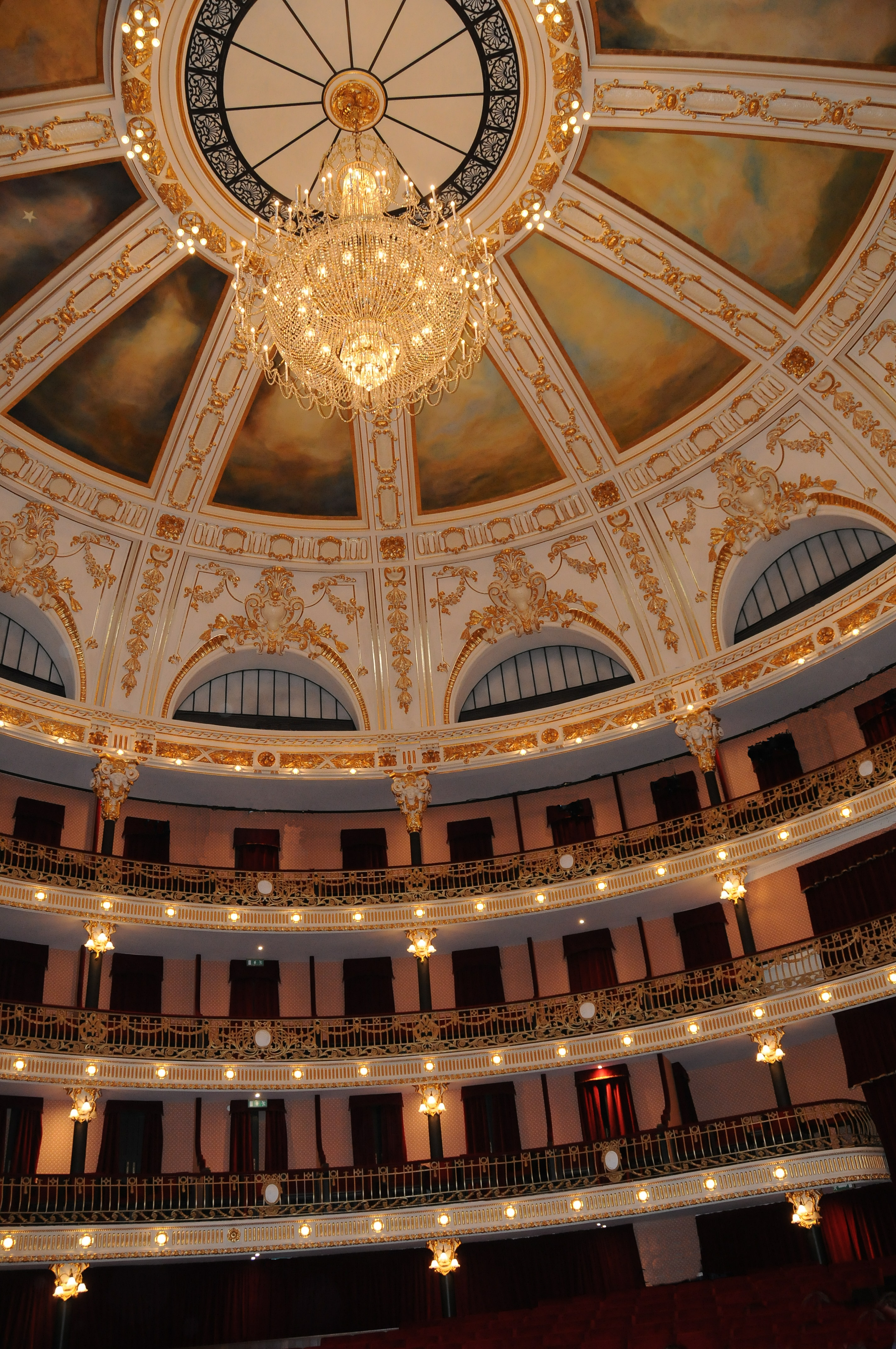
Theatro Circo: aspecto da sala principal com pinturas de Benvindo Ceia.

Em 1906, um grupo de bracarenses liderado pelo então presidente da Câmara Municipal, Artur José Soares, José António Veloso e Cândido Martins idealizou o Theatro Circo. À época, a cidade possuía apenas o pequeno Teatro São Geraldo (onde hoje se encontra o edifício do Banco de Portugal), respondendo esse projeto aos anseios da cidade, que assistia a um grande desenvolvimento teatral, a exemplo do que acontecia no resto do país. Com a construção do Theatro Circo, o edifício do Teatro São Geraldo foi vendido ao Banco de Portugal, que aí construiria mais tarde a sua delegação em Braga.
O projeto do novo teatro ficou a cargo do arquiteto Moura Coutinho, sendo erguido em parte do espaço anteriormente ocupado pelo extinto Convento dos Remédios. Os trabalhos iniciaram-se em 1911 estando concluídos três anos mais tarde (1914). A sala principal, de estilo italiano e com uma capacidade de 1500 lugares, estava organizada em taburnos para uma fácil adaptação entre os vários tipos de espectáculos. Dada a sua dimensão e arquitetura foi considerado um dos maiores e mais belos teatros do país à época.
Em 21 de abril de 1915, foi inaugurado pela companhia do "Éden Teatro de Lisboa", com a opereta de Ruggero Leoncavallo La reginetta delle rose (A Rainha das Rosas), com Palmira Bastos no papel principal.
Entre 1918 e 1925 o Theatro Circo foi gerido pelo Teatro Sá da Bandeira. Neste período assistiram-se a grandes espectáculos, como as óperas Madame Butterfly de Puccini e Aida de Verdi. Foi também um período de revelações artísticas locais, como as estreias do Orfeão de Braga e da Orquestra Sinfónica de Braga. Durante a década de 1920 foi criado no imóvel o Salão Nobre.
Na década de 1930, ao teatro, à revista, ao circo, ao cinema mudo e à música juntou-se o cinema sonoro. Esta renovada arte marca um ponto de viragem no Theatro Circo. As exibições de filmes de Charlie Chaplin e de Rudolfo Valentino, e as de filmes nacionais como Minha Noite de Núpcias, provocaram o declínio das então artes tradicionais. No ano de 1933 o Theatro Circo e o Cinema São Geraldo mudaram de gerência, que foi entregue a José Luís da Costa do Teatro Garrett da Póvoa de Varzim. A Sociedade Dramática Bracarense, em 1935, iniciou-se aqui no mundo do espectáculo.
Durante a ditadura do Estado Novo, além das actuações culturais censuradas pelo Estado, foi utilizado como palco de campanha e "acções de propaganda". De salientar o dia 1 de junho de 1958, quando os espectadores foram convidados a assistir da varanda do Salão Nobre à enorme violência exercida pela polícia sobre o povo adepto da Oposição Democrática liderada pelo General Humberto Delgado.
Após a Revolução dos Cravos, com o fim da censura, as peças teatrais convergiram todas para o tema central da liberdade. No entanto, a abertura de novas salas de cinema na cidade e a ascensão da televisão no país provocam o declínio económico do Theatro Circo. Na tentativa de recuperar alguma rentabilidade, o Café Bristol (na esquina do edifício) foi vendido a uma instituição bancária, que aí instalou uma agência Em 5 de outubro de 1974 foi inaugurada uma sala de cinama "Estúdio". Em 1987, a Companhia de Teatro de Braga instalou-se no Theatro Circo. Um ano depois, em 1988, a Câmara Municipal de Braga adquiriu o imóvel pelo montante de 300.000 contos.
No final da década de 1990, a Câmara Municipal de Braga, o Ministério da Cultura e o Plano Operacional da Cultura traçaram um plano de requalificação do edifício, que incidiu na recuperação da sua traça original (exteriores e interiores) e na requalificação do Salão Nobre, do "Foyer" e da sala principal (agora com 899 lugares), projecto de Arquitectura da responsabilidade do Arquitecto Sérgio Borges com Arquitectura de Cena dos Arquitectos Flavio Tirone e Paulo Prata Ramos. As obras iniciaram-se no ano 2000.
Foram criadas duas novas salas, uma com 250 lugares e outra de ensaios, uma zona museológica, uma livraria de artes, um restaurante, um "café-concerto" e bares. A sala principal passou a ser dotada para todos os tipos de artes realizadas em salas de espectáculos, tais como o teatro, a dança, a música, o cinema, a Ópera, entre outros, possuindo também um dos melhores sistemas de som da Europa.
O teatro foi reaberto a 27 de outubro de 2006, com um concerto da orquestra sinfónica Nacional Checa, com obras de Nino Rota sob a direção de Marcello Rota (sobrinho de Nino Rota). Até ao final do ano foram também apresentados outros espectáculos, a quase totalidade com lotação esgotada, como o grupo "A Naifa", Chico César, teatro com Antônio Fagundes, os Monges Tibetanos de Tashi Lhunpo, entre outros. De destacar a realização no Theatro Circo de uma das quatro únicas datas europeias do espectáculo Turning de Antony & The Johnsons ou a apresentação do concerto de Moonchild de John Zorn.
Durante o primeiro ano foram realizados 114 espectáculos distribuídos por 178 sessões para um total de 70 mil espectadores.
Em 2007, a atriz Eunice Muñoz apresentou-se neste palco, interpretando o papel de "Miss Daisy", no original de Alfred Uhry, "Driving Miss Daisy", coadjuvada pelos atores Guilherme Filipe ("Boolie Werthan") e Thiago Justino (o motorista, Hoke), numa encenação de Celso Cleto. Também o grupo Mão Morta aí estreou, em duas noites de sala esgotada, o seu espectáculo Maldoror, numa co-produção do próprio Theatro Circo, que continuou com uma programação com grandes nomes da música internacional, como Laurie Anderson, Philip Glass ou David Sylvian.
O edifício da esquina, onde em tempos funcionou a café Bristol, mais tarde várias instituições bancárias, inclusivamente o banco Santander, foi comprado pela Câmara em 2021 por 900 mil euros.

### Rota Europeia de Teatros Históricos
Em 2015, o Theatro Circo é um dos quatro palcos portugueses que vão integrar uma rota ibérica associada à Rota Europeia de Teatros Históricos que distingue e liga, através de doze rotas geográfica e turisticamente estratégicas, os mais belos, interessantes e preservados teatros construídos entre o período renascentista e primeiras décadas do século XX. A Rota Ibérica é composta por mais três teatros portugueses (Teatro Lethes, Faro; o Teatro Nacional de São Carlos, Lisboa e o Teatro Garcia Resende, de Évora) que foram seleccionados, tendo em conta parâmetros como a beleza arquitectónica, a relevância histórica e o estado de preservação.
Em Espanha, a rota estende-se a oito teatros: Corral Comedias (Almagro), Teatro Espanhol (Madrid), Teatro Rojas (Toledo), Teatro Arriaga (Bilbao), Teatro Principal (Burgos), Teatro Falla (Cádiz), Teatro Principal (Maó, Menorca) e Teatro Real Coliseo Carlos III (San Lorenzo de El Escorial, Madrid).

## Características
A tela da boca de cena, com 12 metros de largura por 8 metros de altura, é da autoria de mestre Domingos Costa (discípulo de Silva Porto) e retrata músicos, o drama e a comédia.
Da tela da cúpula, da autoria de Benvindo Ceia (1915),apenas sobreviveu a cena onde se retrata uma dança de ninfas libidinosas, sendo circundada por cenas recriadas pelo Arquitecto autor do projecto de restauro, reabilitação, remodelação e ampliação do Theatro, onde se encena a duração de um dia, do nascer do sol ao entardecer com estrela do norte e lua em quarto crescente, que segundo informação prestada visa proteger os actores e serve de bom augúrio, em circuito aberto nos restantes quartos da cúpula.